# رمزی نافع
رمزی نافع یا رمزی نافع رشید آقا (زاده ۱۹۱۷ - درگذشته ۱۹۴۹)، سیاستمدار ملی‌گرای کرد بود . او به همراه آلمانی ها طرحی به نام عملیات ماموت علیه انگلیسی ها برای ایجاد یک کشور کردستان مستقل در عراق تهیه کردند ، اما این نقشه شکست خورد و نافی به اسارت انگلیسی ها درآمد. او در اثر شکنجه در زندان تعادل روانی خود را از دست داد و در سن 32 سالگی درگذشت. او در کردستان به دلیل فعالیت برای ملی گرایی کردی شهرت بالایی دارد.

## زندگینامه

### اوایل زندگی
رمزی در سال 1917 در خانواده ای سرشناس اهل اربیل به دنیا آمد . دوره ابتدایی و متوسطه را در اربیل گذراند . در آن زمان هیچ دبیرستانی در اربیل وجود نداشت، در نتیجه او به مدت یک سال به دبیرستانی در کرکوک رفت . رمزی در کرکوک به حزب راست افراطی هیوا به رهبری رفیق حلمی پیوست .  سپس در سالهای 1937 و 1938 در دبیرستان علمی-محور در بغداد تحصیل کرد. او در امتحان لیسانس در بغداد گذراند  در سال 1939 تصمیم گرفت به  عزیمت کند . او به مدت دو سال در دانشگاه آمریکایی بیروت تحصیل کرد و به رتبه سال اول رسید .  او به دلیل مخالفتش با قرار دادن سرزمین‌های کردستان توسط امپراتوری بریتانیا در داخل مرزهای عراق شناخته شده بود. او در بیروت با کامران علی بدرخان، نورالدین زازا و برخی از چهره‌های فعال حزب ملی گرای کردی خویبون در آن زمان که به آن پیوست و برای ایجاد یک کشور مستقل کردی تلاش کرد، ملاقات کرد .  او از اکتبر 1941 تا مارس 1942 در بیروت ماند. بعداً برای تکمیل تحصیلات خود به استانبول رفت و در کالج خصوصی رابرت پذیرفته شد . در اواسط سال 1942 در استانبول بود که برای عملیات ماموت با او تماس گرفتند . 

### عملیات ماموت (ماموت)
عملیات ماموت یک ماموریت نیروهای ویژه آلمانی در سال 1943 در طول جنگ جهانی دوم بود که به رهبری سرگرد مولر و همراهی رمزی، برای تحریک شورش کردهای عراق در تلاش برای بیرون راندن انگلیسی ها از منطقه، به دست گرفتن کنترل میادین نفتی و تحویل آنها به ورماخت به دلیل اینکه عملیات بارباروسا در حال پیشروی نبود، بود . در ازای بیرون راندن انگلیسی‌ها، نازی‌ها به کردها در ایجاد کردستان مستقل کمک خواهند کرد. سرگرد مولر، مغز متفکر عملیات، به "یک کرد بومی نیاز داشت که آماده باشد تا با ما بپرد، ما را به یک مخفیگاه خوب هدایت کند و سپس برای ما با شیخ محمود و دیگر سران کرد تماس برقرار کند."  اندکی پس از ورود رمزی به استانبول در سال 1942، چند تن از اعضای واحد اس‌دی و افراد مولر با رمزی تماس گرفتند تا در مورد امکان ایجاد طرحی شبیه به نقشه راه برای اتحاد کردها در ازای قیام کردها علیه بریتانیایی ها که میادین نفتی کرکوک را اشغال کرده بودند، گفتگو کنند . 

#### شکست
ماموریت در روز اول شکست خورد. جعبه سلاح و تجهیزات در سقوط چتر نجات گم شد و گروه در 300 کیلومتری هدف مورد نظر فرود آمد. رمزی و عوامل آلمانی توسط نیروهای انگلیسی و عراقی به اسارت درآمدند، شکنجه شدند و به اعدام محکوم شدند . سرگرد مولر موفق به فرار و بازگشت به آلمان شد و تا زمان مرگش در 26 سپتامبر 2009 در آنجا زندگی کرد. حکم رمزی به حبس ابد کاهش یافت . رمزی دو سال بعد در سال 1949 در زادگاهش اربیل در کردستان عراق درگذشت . 
خط لوله نفت کرکوک-حیفا ،  که نفت عراق را از سال 1934 به سواحل مدیترانه و به پالایشگاهی که در نزدیکی شهر حیفا در سال 1939 ساخته شده بود،  می رساند و تایم در 21 آوریل 1941 آن را به عنوان «کرک ژولار» به عنوان «KirkuiT » به نام  بریتانیا  توصیف کرد. خط لوله ای که در حدیثه منشعب می شود،  فقرات جنگ متحدان غربی در دریای مدیترانه  ای بر روند بعدی جنگ می گذارد